# Élection présidentielle kirghize de 2017
L'élection présidentielle kirghize de 2017 se déroule le 15 octobre 2017 au Kirghizistan. De par sa nature libre, dénuée de candidat connu à l'avance assuré de l'emporter, et de la possibilité réelle d'un recours à un second tour, cette présidentielle est considérée comme sans précédent parmi les ex-républiques soviétiques d'Asie centrale,. Sooronbay Jeenbekov l'emporte finalement au premier tour avec près de 55 % des suffrages.

## Contexte
Initialement prévue le 19 novembre 2017, l'élection est avancée au 15 octobre sur la demande de parlementaires de l'opposition afin qu'un éventuel second tour n'aboutisse pas à une période de flou institutionnel, le mandat du président en exercice Almazbek Atambaev, qui ne peut pas se représenter, prenant officiellement fin le 1er décembre.

## Système électoral
Le président kirghize est élu au scrutin uninominal majoritaire à deux tours. Il était auparavant élu pour un mandat de cinq ans renouvelable une fois, mais depuis la mise en place de la constitution de 2010 le mandat est de 6 ans non renouvelable.

## Candidats
La période de dépôt des candidatures prend fin le 15 septembre 2017.

### Conditions d'éligibilité
Tout candidat à l'élection présidentielle doit remplir les conditions suivantes :
- Être choisi par un parti politique déclaré, ou se présenter en tant que candidat indépendant via un formulaire officiel.
- Réunir les signatures de soutien d'au moins 30 000 électeurs inscrits sur les listes électorales
- Réussir un test de connaissance approfondie de la langue kirghize
- Verser une caution d'un million de Som (environ 15 000 dollars)

### Candidatures retirées
Kamtchybek Tachiev, candidat d'Ata-jourt, se retire le 27 septembre pour soutenir Sooronbay Jeenbekov. Le 7 octobre, Bakyt Torobayev de Onuguu–Progress quitte la course à la suite d'un accord avec Ömürbek Babanov. Le 13 octobre, le candidat de l'Union des forces patriotiques nationales du Kirghizistan Amirbek Beknazarov sort de la course, considérant que ses intentions de votes, se trouvant autour de 2 %, étaient trop basses pour justifier de rester dans la course.

### Principaux candidats
Les candidatures de onze personnes désignées par des partis ou se présentant en indépendants sont validées, sur un total d'une cinquantaine de candidats à la mi-juin,.

## Résultats
| Candidats                 | Candidats                 | Partis                    | Voix      | %     |
| ------------------------- | ------------------------- | ------------------------- | --------- | ----- |
|                           | Sooronbay Jeenbekov       | PSDK                      | 920 620   | 54,74 |
|                           | Ömürbek Babanov           | Respoublika               | 568 665   | 33,49 |
|                           | Adakhan Madoumarov        | Kirghizistan uni          | 110 284   | 6,57  |
|                           | Temir Sarïev              | Akshoumkar                | 43 311    | 2,55  |
|                           | Taalatbek Masadykov       | Indépendant               | 10 803    | 0,64  |
|                           | Ulukbek Kochkorov         | Indépendant               | 8 498     | 0,50  |
|                           | Azimbek Beknazarov        | Indépendant               | 2 743     | 0,16  |
|                           | Arstanbek Abdyldayev      | Indépendant               | 2 015     | 0,12  |
|                           | Arslanbek Maliyev         | Indépendant               | 1 621     | 0,10  |
|                           | Ernis Zarlykov            | Indépendant               | 1 554     | 0,09  |
|                           | Toktaiyim Ümetalieva      | Indépendant               | 1 473     | 0,09  |
|                           | Aucun d'entre eux         | Aucun d'entre eux         | 12 371    | 0,73  |
|                           |                           |                           |           |       |
| Votes valides             | Votes valides             | Votes valides             | 1 683 958 | 99,18 |
| Votes blancs ou invalides | Votes blancs ou invalides | Votes blancs ou invalides | 13 910    | 0,82  |
| Total                     | Total                     | Total                     | 1 697 868 | 100   |
| Abstentions               | Abstentions               | Abstentions               | 1 316 566 | 43,68 |
| Inscrits/Participation    | Inscrits/Participation    | Inscrits/Participation    | 3 014 434 | 56,32 |